# 立憲党
立憲党（りっけんとう、アラビア語: حزب الدستور、英語: Constitution Party）は、エジプトの政党。元IAEA事務局長モハメド・エルバラダイによって2012年4月に設立され、2012年9月に政党認可を受けた。憲法党とも訳される。現在の党首は女性でキリスト教徒のハーラ・シュクラッラー（2014年2月-）。
2012年9月27日正義党（アドル党）との統合を発表した。